# بیمارستان آریا رشت
بیمارستان آریا یک بیمارستان در رشت، گیلان، ایران است که دارای ۱۸۳ تخت می‌باشد.

## تاریخچه
بیمارستان آریا تاکنون از نظر مکانی سه دوران را در مدت زمان حدود ۵۰ سال پشت سرگذاشته است:
- دوران نخست: استقرار در کوچه مهتاب در سال‌های پیش از انقلاب ۱۳۵۷ ایران که تحت سرپرستی آقایان حیدری و زرین در خانه‌ای دو طبقه معمولی با چند اتاق بسیار ابتدائی اداره می‌شد.
- دوران دوم: استقرار درسبزه میدان دریک ساختمان ۴ طبقه و به دلیل مهاجرت پزشکان صاحب امتیاز بیمارستان توسط گروه پزشکی گیل و دیلم خریداری شد.
- دوران سوم: استقرار در محل فعلی نزدیک فرودگاه سردار جنگل رشت. زمینی به مساحت حدود هیجده هزار متر مربع نزدیک فرودگاه خریداری و بیمارستان به‌صورت فعلی احداث گردید. بیمارستان باحدود یکصد و ده تخت در شهریورماه ۱۳۷۱ افتتاح و شروع به بهره برداری نمود. دراین چند سال در راستای توسعه و گسترش و تهیه تجهیزات و ابزار لازم پزشکی علاوه بر ایجاد بخش سی تی اسکن و آنژیوگرافی اقدام به ساختن بخش جراحی قلب باز گردید.

## بخش‌های بیمارستان
- جراحی عمومی
- پزشکی زنان
- ارتوپدی
- پزشکی مجاری ادراری
- جراحی کودکان
- جراحی پلاستیک
- جراحی عروق
- جراحی قلب باز
- آنژیوپلاستی
- جراحی چشم
- جراحی گوش و حلق و بینی
- عصب‌شناسی
- پزشکی کلیه
- روماتولوژی
- سرطان‌شناسی
- آزمایشگاه
- داروخانه
- رادیولوژی
- سی‌تی اسکن
- آنژیوگرافی